# Romanel-sur-Lausanne
Romanel-sur-Lausanne (toponimo francese) è un comune svizzero di 3 345 abitanti del Canton Vaud, nel distretto di Losanna.

## Monumenti e luoghi d'interesse

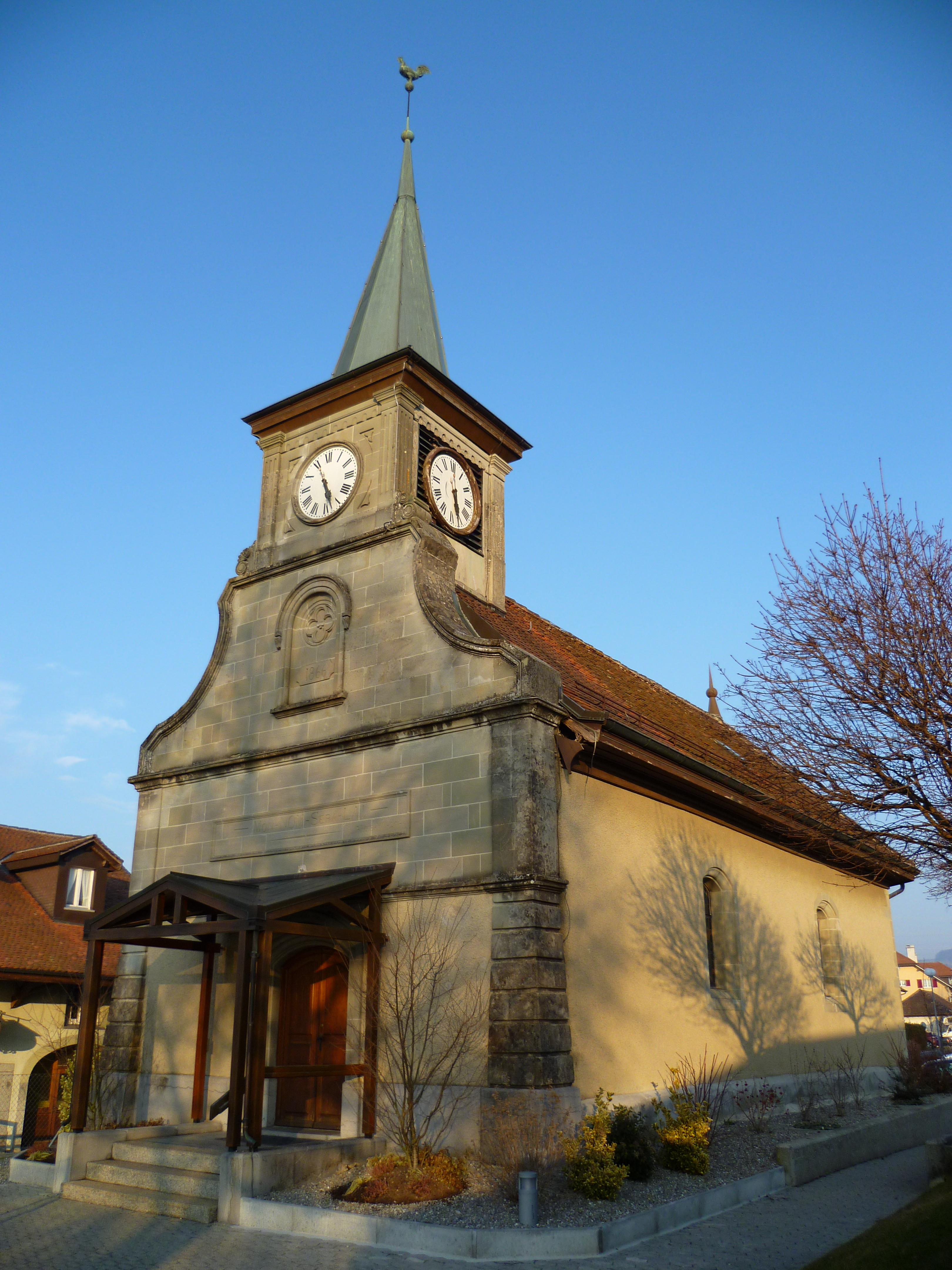
La chiesa riformata

- Chiesa riformata, attestata dal 1536[1].

## Società

### Evoluzione demografica
L'evoluzione demografica è riportata nella seguente tabella:
Abitanti censiti

## Infrastrutture e trasporti

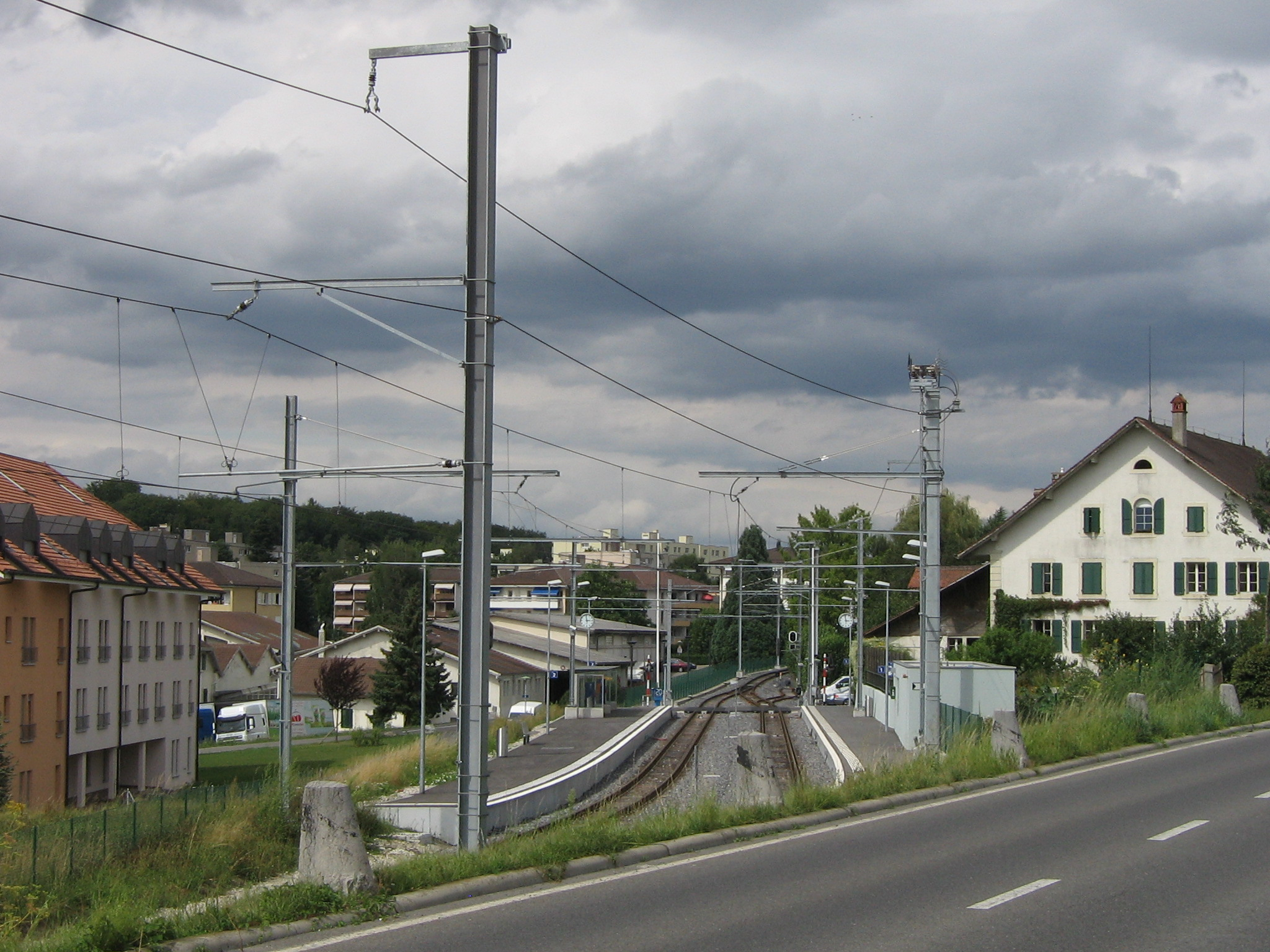
La stazione di Romanel-sur-Lausanne

Romanel-sur-Lausanne è servito dall'omonima stazione sulla ferrovia Losanna-Echallens-Bercher.

## Amministrazione
Ogni famiglia originaria del luogo fa parte del cosiddetto comune patriziale e ha la responsabilità della manutenzione di ogni bene ricadente all'interno dei confini del comune.